# ایزوترم جذب لانگمویر

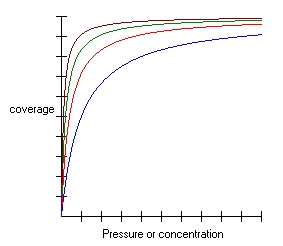
نمودار وابستگی میزان جذب سطحی با فشار در تئوری لانگمویر

ایزوترم جذب لانگمویر (به انگلیسی: Langmuir adsorption isotherm) یا معادله لانگمویر یا ایزوترم لانگمویر یا معادله جذب لانگمویر یکی از ایزوترم‌های جذب است که توسط ایروین لانگمویر در سال ۱۹۱۶ توسعه یافته‌است. این معادله بر پایهٔ فرضیات مدل جذب لانگمویر بدست آمده که برای واکنش جذب {\displaystyle A+*\leftrightarrow A*} (A مادهٔ جذب شونده و * مکان جذب) به صورت زیر بیان می‌شود:
{\displaystyle \theta ={\frac {K\cdot p}{1+K\cdot p}}}
که در آن θ کسر پوششی سطح (نسبت سطح پوشیده‌شده به کل سطح در دسترس برای جذب)، p فشار یا غلظت گاز مورد نظر و K ثابت تعادل واکنش جذب ({\displaystyle K={\frac {K_{1}}{K_{-1}}}} که {\displaystyle K_{1}} ثابت تعادل واکنش جذب و {\displaystyle K_{-1}} ثابت تعادل واکنش واجذب می‌باشد) است.
برای جذب سادهٔ همزمان دو نوع A و B، این معادله به صورت زیر درمی‌آید:
{\displaystyle \theta _{A}={\frac {K_{A}\cdot p_{A}}{1+K_{A}\cdot p_{A}+K_{B}\cdot p_{B}}}}
که در آن {\displaystyle K_{X}} ثابت تعادل جذب X، ‏{\displaystyle \theta _{X}} کسر پوششی جزء X و {\displaystyle p_{X}} فشار جزئی گونهٔ X است.